# Hulgera, Chitapur
Hulgera là một làng thuộc tehsil Chitapur, huyện Gulbarga, bang Karnataka, Ấn Độ.